# Stephan Beckenbauer
Stephan Beckenbauer (ur. 1 grudnia 1968 w Monachium, zm. 1 sierpnia 2015 tamże) – niemiecki piłkarz występujący na pozycji pomocnika oraz trener piłkarski. Syn byłego reprezentanta Niemiec i legendy Bayernu Monachium Franza Beckenbauera.

## Kariera
Beckenbauer rozpoczął swoją karierę w Bayernie Monachium, czyli klubie, w którym jego ojciec osiągał największe sukcesy. Później Niemiec wylądował w TSV 1860 Monachium, zespole lokalnego rywala Bayernu. Reprezentował także barwy takich klubów jak Kickers Offenbach, FC Grenchen i 1. FC Saarbrücken. W tym ostatnim klubie zadebiutował w 1. Bundeslidze. Po zakończeniu kariery zajmował się trenowaniem juniorów Bayernu.